# Campeonato Acreano 2023
In 2023 werd het 94ste Campeonato Acreano gespeeld voor voetclubs uit de Braziliaanse staat Acre. De competitie werd georganiseerd door de FFAC en werd gespeeld van 5 maart tot 1 mei. Rio Branco werd kampioen.

## Eerste fase
| Plaats | Club              | Wed. | W | G | V | Saldo | Ptn. |
| ------ | ----------------- | ---- | - | - | - | ----- | ---- |
| 1.     | Humaitá           | 5    | 4 | 0 | 1 | 17:3  | 12   |
| 2.     | Independência     | 5    | 4 | 0 | 1 | 11:3  | 12   |
| 3.     | Rio Branco        | 5    | 4 | 0 | 1 | 8:5   | 12   |
| 4.     | Plácido de Castro | 5    | 2 | 0 | 3 | 12:14 | 6    |
| 5.     | ADESG             | 5    | 1 | 0 | 4 | 4:14  | 3    |
| 6.     | Andirá            | 5    | 0 | 0 | 5 | 5:18  | 0    |

|  | Geplaatst voor twee fase |

| Plaats | Club          | Wed. | W | G | V | Saldo | Ptn. |
| ------ | ------------- | ---- | - | - | - | ----- | ---- |
| 1.     | São Francisco | 4    | 3 | 1 | 0 | 12:7  | 10   |
| 2.     | Galvez        | 4    | 2 | 2 | 0 | 16:5  | 8    |
| 3.     | Atlético      | 4    | 2 | 1 | 1 | 12:6  | 7    |
| 4.     | Náuas         | 4    | 1 | 0 | 3 | 6:13  | 3    |
| 5.     | Vasco da Gama | 4    | 0 | 0 | 4 | 4:19  | 0    |

## Tweede fase
| Plaats | Club          | Wed. | W | G | V | Saldo | Ptn. |
| ------ | ------------- | ---- | - | - | - | ----- | ---- |
| 1.     | Rio Branco    | 5    | 4 | 1 | 0 | 6:0   | 13   |
| 2.     | Humaitá       | 5    | 3 | 1 | 1 | 9:5   | 10   |
| 3.     | Galvez        | 5    | 2 | 2 | 1 | 7:2   | 8    |
| 4.     | Independência | 5    | 2 | 0 | 3 | 8:11  | 6    |
| 5.     | Atlético      | 5    | 1 | 0 | 4 | 3:8   | 3    |
| 6.     | São Francisco | 5    | 1 | 0 | 4 | 6:13  | 3    |

|  | Kampioen, geplaatst voor Série D 2024, Copa Verde 2024 en Copa do Brasil 2024     |
|  | Vicekampioen, geplaatst voor Série D 2024, Copa Verde 2024 en Copa do Brasil 2024 |

### Kampioen
| Campeonato Acreano de 2023      |
| Acre                            |
| ------------------------------- |
| RIO BRANCO Kampioen (49° titel) |